# Sköllersta kyrka
Sköllersta kyrka är en kyrkobyggnad i Strängnäs stift som tillhör Sköllersta församling. Kyrkan, som ibland kallas "Närkes domkyrka", ligger cirka 2 mil söder om Örebro, nära Riksväg 52.

## Kyrkobyggnaden
Kyrkan är ursprungligen uppförd under 1200-talets senare del, men byggdes om under senmedeltiden. Det är en tornlös, treskeppig hallkyrka med ålderdomlig prägel, även beträffande inventarierna. Murarna är putsade både in- och utvändigt. Vid nordöstra sidan ligger sakristian.
Kyrkorummets tre skepp är försedda med kryssvalv. Mittskeppet är något högre än sidoskeppen.

## Inventarier
- Figurer från ett medeltida altarskåp förvaras i Örebro läns museum.
- En madonnabild härstammar från 1200-talet.
- Predikstolen är en av de äldsta i Närke.[1] Korgen är från 1592.

### Orgel
- 1679 byggde Olof Jonae, Stora Mellösa en orgel med 8 stämmor och en manual. Orgel kostade 450 daler. Den var omkring år 1773 förfallen.[2]

| Manual       |
| Gedackt 8'   |
| Principal 4' |
| Gedakct 4'   |
| Oktava 4'    |
| Kvinta 4'    |
| Oktava 2'    |
| Mixtur II    |
| Trumpet 8'   |
| Fogelsång    |
| Tremulant    |

- 1836 byggde Johan Samuel Strand, Västra Vingåker, en orgel med 11 stämmor, en manual och pedal.
- Den nuvarande orgeln är byggd 1924 av E. A. Setterquist & Son, Örebro. Den är pneumatisk. och fasaden är från 1836 års orgel. Den har tre fria kombinationer och registersvällare.
- 1956 omändrades orgeln av E. A. Setterquist & Son Eftr., Örebro.
- 1982 renoverades och omdisponerades orgeln av Gunnar Carlsson, Borlänge.

| Huvudverk I         | Svällverk II      | Pedal       | Koppel   |
| Principal 8´        | Rörflöjt 8´       | Subbas 16´  | I/P      |
| Gedackt 8´          | Principal 4´      | Borduna 8´  | II/P     |
| Oktava 4´           | Ekoflöjt 4´       | Koralbas 4´ | II/I     |
| Flûte harmonique 4´ | Waldflöjt 2'      | Basun 16´   | I 4'/I   |
| Nasard 2 2/3'       | Kvinta 1 1/3'     |             | II 16'/I |
| Oktava 2'           | Scharf 3 chor     |             | II 4'/I  |
| Ters 1 3/5'         | Krumhorn 8'       |             |          |
| Oktava 1'           | Tremulant         |             |          |
| Mixtur 4 chor       | Crescendosvällare |             |          |
| Trumpet 8'          |                   |             |          |

#### Kororgeln
- Den nuvarande kororgeln köptes in 1967 från S:t Klara kyrkas bönekapell, Stockholm. Den byggd 1966 av Olof Rydén, Stockholm och är en mekanisk orgel.

| Manual            | Pedal   |
| Rörflöjt 8’       | Bihängd |
| Gedacktflöjt 4’   |         |
| Principal 2'      |         |
| Scharf 2 chor     |         |
| Crescendosvällare |         |

## Omgivning
- På kyrkogården sydväst om kyrkan står en klockstapel från 1667.[1]
- En stiglucka är från 1773.[1]